# Driver and Vehicle Agency
La Driver and Vehicle Agency (DVA ou DVANI ; en irlandais : An Ghníomhaireacht Tiománaithe agus Feithiclí) est une agence gouvernementale du département des Infrastructures nord-irlandais. Elle est responsable de la définition et de mise en application des normes pour les conducteurs automobiles et les véhicules, l'enregistrement des conducteurs et la délivrance des permis de conduire.
Elle est créée début 2007 par la fusion de Driver and Vehicle Licensing Northern Ireland (DVLNI) et la Driver and Vehicle Testing Agency (DVTA). L'agence était responsable des taxes sur les véhicules et de l'immatriculation en Irlande du Nord jusqu'en 2014, quand ce rôle a été réattribué à la Driver and Vehicle Licensing Agency, qui s'occupe de tout le Royaume-Uni. Les normes pour les conducteurs et les véhicules dans le reste du Royaume-Uni sont définies par la Driver and Vehicle Standards Agency.